# Porsche 968
El Porsche 968 és un cotxe esportiu fabricat a la fàbrica de Porsche a Stuttgart que disposava de carrosseries en versions coupé i cabriolet, producte de l'evolució del Porsche 944 i que es va comercialitzar des del 1991 al 1995.
El seu elevat preu, junt amb altres factors, van fer que aquest vehicle no tingués l'èxit comercial esperat, assolint unes modestes vendes totals de 11.241 vehicles. El 968 va morir el 1995 sense deixar substitut.

## Motoritzacions i versions

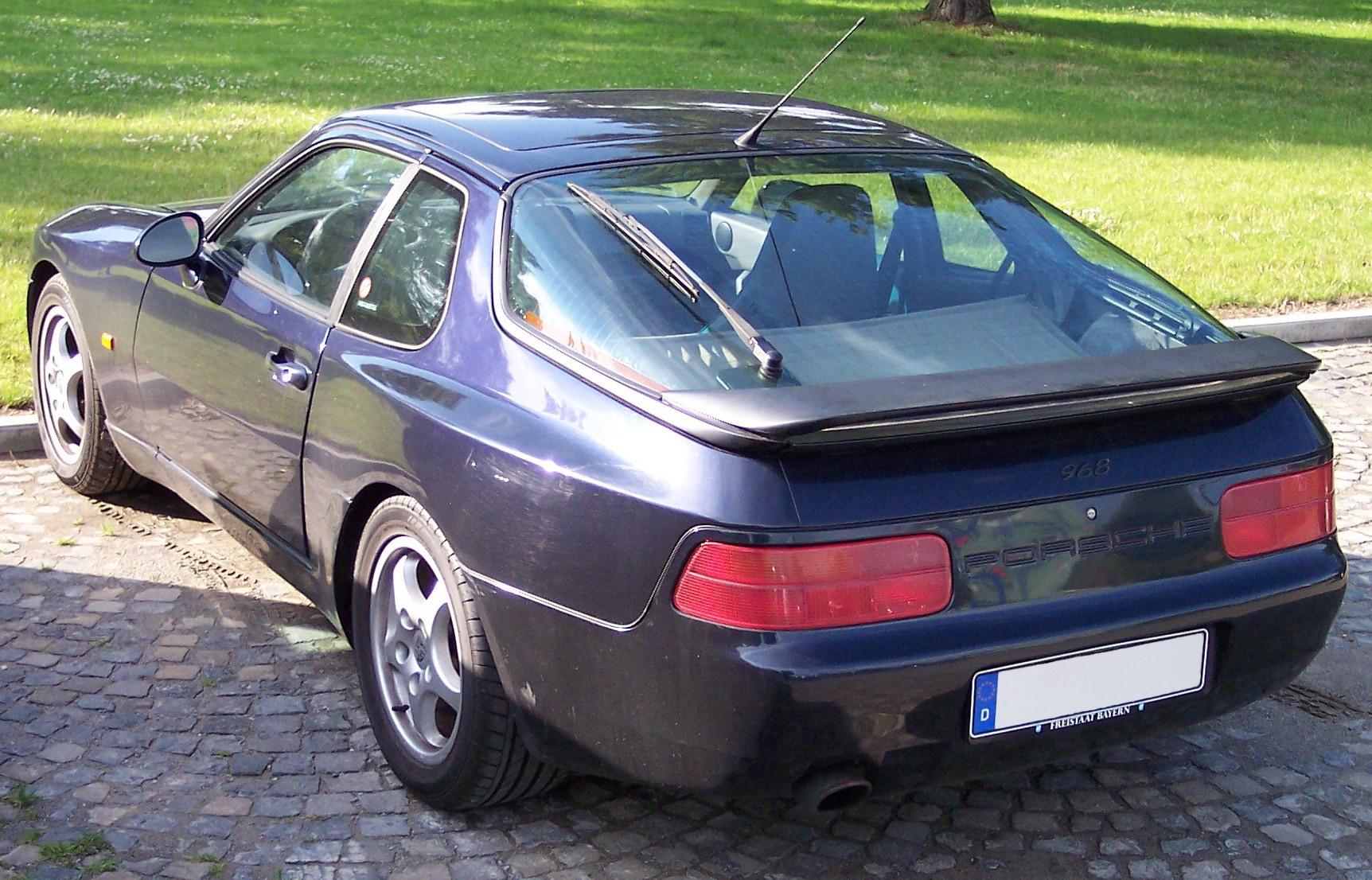
Porsche 968 bl hl

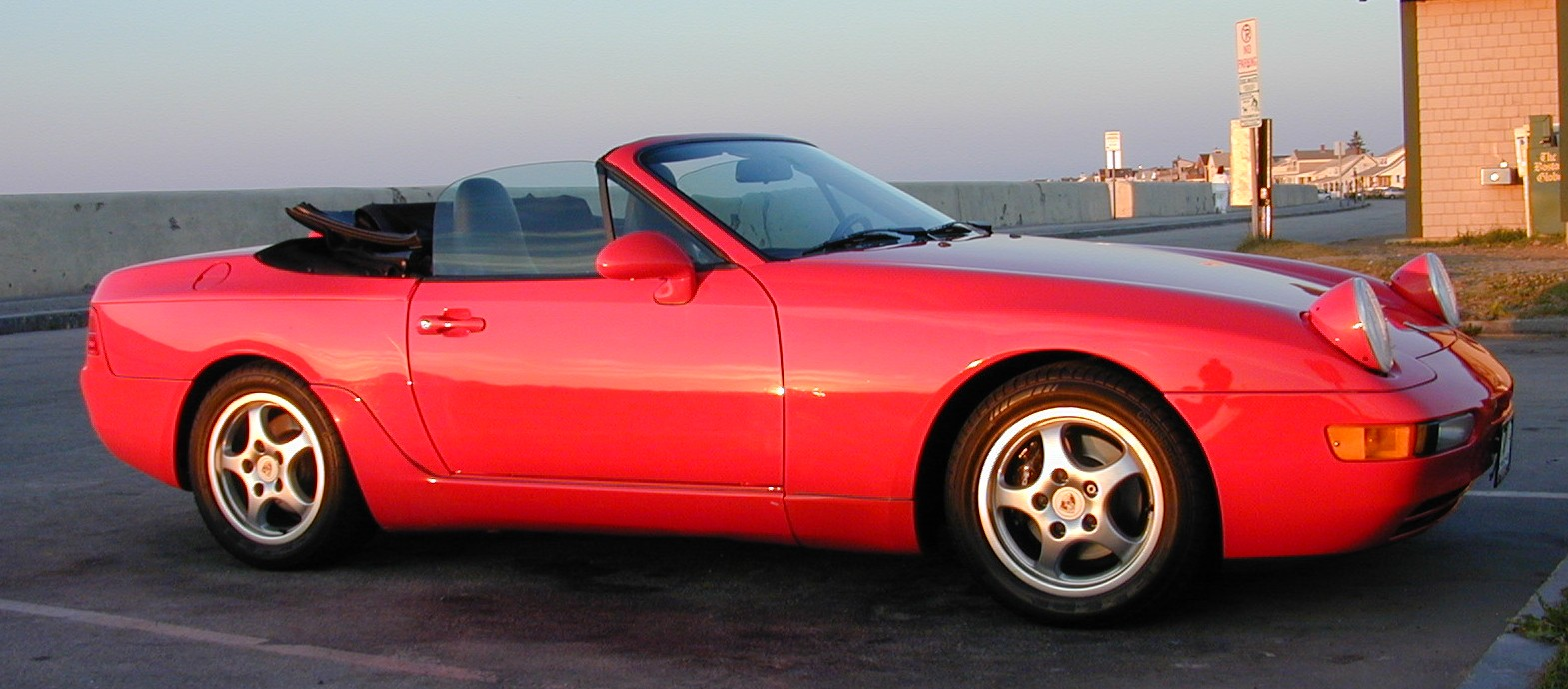
Porsche 968 1

El Porsche 968 disposava d'un motor de 4 cilindres i 3 litres de cilindrada que donava una potència de 240 cv, que li atorgaven unes prestacions de primer ordre.
Es va fabricar una versió turbo S que donaven un rendiment de 305cv, i una turbo GTS que donava 350cv, però cap d'elles va passar del nivell prototip amb una producció en xifres molt limitades, i que no es van arribar a comercialitzar.
El 968 va disposar d'una versió alleugerida, anomenada CS. Es caracteritza pel color de les llantes en el mateix color de la carrosseria, i per disposar d'un equipament molt reduït, fins is tot sense aire condicionat.